# 로그파일

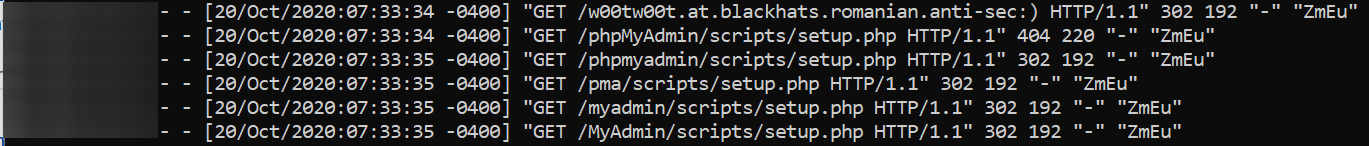

컴퓨팅에서 로그파일(logfile)은 운영 체제나 기타 다른 소프트웨어가 실행 중일 때 발생하는 이벤트 또는 각기 다른 사용자의 통신 소프트웨어 간의 메시지를 기록한 파일이다. 로그를 기록하는 행위는 로깅(logging)이라고 한다.
트랜잭션 로그는 시스템과 해당 시스템 사용자 간 통신에 대한 파일이거나, 시스템에 속하는 터미널의 사용자간 트랜잭션의 종류, 내용, 시간을 자동으로 캡처한 데이터를 수집한 것이다.
수많은 운영 체제, 소프트웨어 프레임워크, 프로그램들은 로깅 시스템을 포함한다. 널리 쓰이는 로깅 표준은 syslog이며, IETF RFC 5424에 정의되어 있다.

## 이벤트 로그
이벤트 로그(event log)는 감시 추적 제공을 위해 시스템 실행 시 발생하는 이벤트를 기록하며, 시스템 활동을 이해하고 문제를 진단하는데 사용된다. 복잡한 시스템의 활동을 이해하는데 필수적이며, 특히 서버 애플리케이션처럼 사용자 상호 작용이 거의 없는 응용 프로그램에 활용된다.

## 메시지 로그
인터넷 릴레이 챗(IRC), 인스턴트 메신저(IM), 대화 기능이 있는 P2P 파일 공유 클라이언트, 멀티플레이어 게임(특히 MMORPG)들은 사용자들끼리 공적으로나 사적으로 주고받는 대화 메시지를 기록한다.

## 같이 보기
- 이벤트 뷰어